# امپراتور دایگو
امپراتور دایگو (به ژاپنی: 醍醐天皇 Daigo) شصتمین امپراتور ژاپن بود.